# Träningsserien i ishockey
Die Träningsserien i ishockey war im Jahr 1922 die höchsten Eishockeyspielklasse in Schweden. Der schwedische Meistertitel wurde jedoch in dieser Zeit in Pokalform in einer nationalen Endrunde ausgespielt. Anschließend wurde die Liga durch die Klass I i ishockey abgelöst.

## Saison 1922

### Modus
In der Hauptrunde absolvierte jede der sieben Mannschaften insgesamt sechs Spiele. Der Erstplatzierte der Hauptrunde wurde Meister. Für einen Sieg erhielt jede Mannschaft zwei Punkte, bei einem Unentschieden gab es einen Punkt und bei einer Niederlage null Punkte.

### Tabelle
|   | Klub          | Sp | S | U | N | Tore  | Punkte |
| - | ------------- | -- | - | - | - | ----- | ------ |
| 1 | AIK           | 6  | 5 | 1 | 0 | 17:6  | 11     |
| 2 | Nacka SK      | 6  | 4 | 1 | 1 | 24:14 | 9      |
| 3 | IK Göta B     | 5  | 3 | 0 | 2 | 29:19 | 6      |
| 4 | Hammarby IF   | 6  | 2 | 1 | 3 | 21:24 | 5      |
| 5 | IFK Stockholm | 6  | 2 | 0 | 4 | 17:19 | 4      |
| 6 | IF Linnéa     | 6  | 1 | 1 | 4 | 16:32 | 2      |
| 7 | Järva IS      | 5  | 1 | 0 | 4 | 10:20 | 2      |